# Freetown (Bahama's)
Freetown is een plaats op de zuidoostelijke kust van het eiland Eleuthera van de Bahama's. Met 3.210 inwoners (volkstelling 1990) is het de vijfde plaats van het land. In 2008 werd het aantal inwoners op ruim 4.000 geschat.